# Baiac
|  | Per a altres significats, vegeu «Baiac (Alier)». |

Baiac (occità) o Bayac (francès) és un municipi francès al departament de la Dordonya (regió de Nova Aquitània).

## Demografia
| 1962                                       | 1968 | 1975 | 1982 | 1990 | 1999 | 2007 |
| ------------------------------------------ | ---- | ---- | ---- | ---- | ---- | ---- |
| 401                                        | 348  | 308  | 304  | 328  | 325  | 376  |
| Des de 1962: població sense dobles comptes |      |      |      |      |      |      |

## Administració
| Període   | Identitat            | Partit |
| --------- | -------------------- | ------ |
| 1998-2008 | Jean-Jacques Arnouil |        |
| 2008-     | Annick Carot         |        |